# Eiji Ueda
Eiji Ueda (上田 栄治, 22 de desembre de 1953) és un exfutbolista i entrenador japonès. Va dirigir la selecció femenina de futbol del Japó (2003-2004).